# Белявы (гмина)
Белявы (пол. Bielawy) — сельская гмина (волость) в Польше, входит как административная единица в Ловичский повет, Лодзинское воеводство. Население — 6097 человек (на 2004 год).

## Сельские округа
1. Белявска-Весь
2. Белявы
3. Богумин
4. Борув
5. Борувек
6. Бжозув
7. Хруслин
8. Дрогуша
9. Эмилианув
10. Гай
11. Гославице
12. Хелин
13. Янинув
14. Лесничувка
15. Лазин
16. Марянув
17. Марывиль
18. Ошковице
19. Пяски-Банкове
20. Пётровице
21. Пшезвиска
22. Псары
23. Рулице
24. Селиги
25. Скубики
26. Собоцка-Весь
27. Собота
28. Старе-Оренице
29. Старе-Пяски
30. Стары-Валишев
31. Трабы
32. Тшасковице
33. Валевице
34. Валишев-Дворски
35. Воеводза
36. Воля-Гославска
37. Закшев
38. Згода
39. Жджары

## Соседние гмины
1. Гмина Бедльно
2. Гмина Доманевице
3. Гмина Гловно
4. Гмина Лович
5. Гмина Пёнтек
6. Гмина Здуны